# Apophua badia
Apophua badia är en stekelart som beskrevs av Chiu 1965. Apophua badia ingår i släktet Apophua och familjen brokparasitsteklar. Inga underarter finns listade i Catalogue of Life.